# Essuiles
Essuiles é uma comuna francesa na região administrativa de Altos da França, no departamento de Oise. Estende-se por uma área de 13,54 km². Em 2010 a comuna tinha 574 habitantes (densidade: 42,4 hab./km²).